# Scleria splitgerberiana
Scleria splitgerberiana là loài thực vật có hoa trong họ Cói. Loài này được Henrard ex Uittien miêu tả khoa học đầu tiên năm 1933.